# Вёнзовница (гмина)
Вёнзовница (пол. Wiązownica) — сельская гмина (волость) в Польше, входит как административная единица в Ярославский повет, Подкарпатское воеводство. Население — 10 975 человек (на 2004 год).

## Демография
| Перепись                       | Всего   | Всего | Женщины | Женщины | Мужчины | Мужчины |
| ------------------------------ | ------- | ----- | ------- | ------- | ------- | ------- |
| Единицы                        | человек | %     | человек | %       | человек | %       |
| Население                      | 10 975  | 100   | 5533    | 50,4    | 5442    | 49,6    |
| Плотность населения (чел./км²) | 45      | 45    | 22,7    | 22,7    | 22,3    | 22,3    |

## Сельские округа
1. Цетуля
2. Манастеж
3. Молодыч
4. Нелепковице
5. Пивода
6. Радава
7. Рышкова-Воля
8. Сурмачувка
9. Шувско
10. Вёнзовница
11. Вулька-Запаловска
12. Запалув

## Соседние гмины
1. Гмина Адамувка
2. Гмина Ярослав
3. Ярослав
4. Гмина Ляшки
5. Гмина Олешице
6. Гмина Сенява
7. Гмина Стары-Дзикув